# 이하진 (바둑 기사)
이하진(李夏辰, 1988년 6월 21일 ~ )은 대한민국의 전 바둑 기사이다.

## 약력
2004년 11월, 제26회 여류입단대회를 통해 입단했다. 2005년 제7기 여류명인전과 제5기 오스람코리아배 신예연승최강전 본선에 진출했고, 12월에 2단으로 승단했다. 2006년 제12기 프로여류국수전 8강에 진출했으며, 2007년 3단으로 승단했다. 2008년 제5회 전자랜드배 주작왕전에서 우승을 차지했고, 제1회 세계마인드스포츠게임과 제7회 정관장배에 한국대표 선발되었다. 2009년 제14기 여류국수전에서 준우승을 차지했다.
2010년 솔브릿지 국제경영대학교 입학했고, 제9회 정관장배 한국 대표로 참가했다. 2016년 8월 은퇴했다.